# Dean Rusk
David Dean Rusk (født 9. februar 1909 i Cherokee County i Georgia, død 20. december 1994) var USA's udenrigsminister i perioden 1961–1969 under præsidenterne John F. Kennedy og Lyndon B. Johnson. Han gik i skole i Atlanta og studerede derefter ved Davidson College i North Carolina og St. John's College ved University of Oxford i Storbritannien.
Efter at have deltaget i 2. verdenskrig, arbejdede han en kort periode i krigsdepartementet i Washington D.C.. I 1945 fik han en stilling i udenrigsdepartementet. Samme år foreslog han at Korea skulle deles i en amerikansk og en sovjetisk indflydelsessfære. I 1950–1952 havde han ansvaret for Fjernøsten-spørgsmål, og han spillede en vigtig rolle for USA's beslutning om at gribe ind i Koreakrigen. Rusks korrespondance med Sydkoreas ambassadør i USA, You Chan Yang, fra denne tid er berømt. I 1952–1960 var han styreleder for Rockefeller Foundation.
I 1960 blev Dean Rusk udnævnt til udenrigsminister, og han tiltrådte i januar 1961. Rusk troede på brugen af militær indgriben for at kæmpe mod kommunismen. Under Cubakrisen var han i begyndelsen for et militært angreb, men foretrak senere diplomatiske løsninger. Hans offentlige forsvar af USA's handlinger i Vietnamkrigen gjorde at han ofte blev mål for antikrigsprotesterne. 
I 1969 blev han tildelt Presidential Medal of Freedom. 
| Efterfulgte: Christian Herter | USA's udenrigsminister 1961–1969 | Efterfulgtes af: · William P. Rogers - Wikimedia Commons har flere filer relateret til Dean Rusk |